# Dario G
Dario G – brytyjskie trio producentów tworzących muzykę gatunku dance music i pochodzących z Cheshire w Anglii.
Formacja, w skład której wchodzą Scott Rosser, Paul Spencer i Stephan Spencer (Spencerowie nie są spokrewnieni), powstała w 1996 roku. Ich najbardziej znany singel Sunchyme został wydany w 1997 roku. Jest to remiks przeboju Life in a Northern Town brytyjskiej grupy The Dream Academy. Inny zaś singel Carnaval De Paris był muzycznym tematem przewodnim Mistrzostw Świata w Piłce Nożnej we Francji w 1998 roku.
Produkcje grupy Dario G (w szczególności piosenka Voices, lecz także Sunchyme) była i nadal jest często wykorzystywana jako tło muzyczne do brytyjskich programów telewizyjnych.

## Dyskografia

### Albumy
- Sunmachine (1998)
- In Full Colour (2001)

### Single
- Sunchyme (1997)
- Carnaval de Paris (1998)
- Voices (2000)
- Dream To Me (2001)
- Say What's On Your Mind (2001)
- Carnaval 2002 (2002)
- Heaven Is Closer (Feels Like Heaven) (2002)
- Ring Of Fire (2006)